# Guerrilla Girls
Duas Guerrilla Girls em Londres, em frente a um dos seus trabalhos.
Guerrilla Girls é um grupo de artistas feministas anônimas cujo objetivo é combater o sexismo e o machismo no mundo da arte. O grupo foi formado em Nova York em 1985, tendo a missão de trazer a público a desigualdade de gênero e raça dentro da comunidade artística. Para manter o anonimato, os membros do grupo vestem máscaras e utilizam pseudônimos que se referem a mulheres artistas falecidas. De acordo com GG1, as identidades são mantidas em segredo porque os problemas importam mais que identidades: "No geral, queríamos que o foco estivesse nos problemas, não nas nossas personalidades ou nos nossos próprios trabalhos.".
Entre setembro de 2017 e fevereiro de 2018 foi realizada uma exposição das Guerrilla Girls no Museu de Arte de São Paulo, a primeira exposição retrospectiva do grupo no Brasil.
"É como ter um superpoder."